# یواس‌اس برتون (سی‌وی‌ئی-۲۳)
یواس‌اس برتون (سی‌وی‌ئی-۲۳) (به انگلیسی: USS Breton (CVE-23)) یک کشتی بود که طول آن ۴۹۵٫۶۶ فوت (۱۵۱٫۰۸ متر) بود. این کشتی در سال ۱۹۴۲ ساخته شد.